# Biologie dans l'œuvre d'Aristote
La biologie est l'une des principales disciplines dans l’œuvre d'Aristote, comptant pour environ un tiers de l’œuvre complète du philosophe. Elles font partie intégrante de l'Organon, au sein du volet des ouvrages dédiés à la science théorique (ou théorétique).

## Historique

### Développement
Aristote mène au long de sa carrière une grande enquête générale et systémique dans tous les domaines du savoir, que l'Organon récapitule. Il est parfois considéré que les œuvres de biologie sont les plus tardives, du fait de certaines différences méthodologiques. Aristote abandonne complètement sa logique, au profit de la seule observation : la théorie devra rendre compte de ce qui est observé, et non l’inverse.
Comme dans le reste de son œuvre, Aristote se démarque en grande partie de son maître, Platon. Il en est par exemple ainsi dans sa classification des animaux. Alors que Platon, dans Le Sophiste, considérait que les poissons faisaient partie de la même catégorie que les oiseaux, qualifiant l'homme d’« animal bipède sans plumes », Aristote oppose des catégories plus précises tirées de l'observation.
Ces œuvres semblent adressées à un public cultivé, moins large que celui auquel les dialogues étaient destinés, mais ne se limitant pas aux membres du Lycée. La diffusion de ces oeuvres a été stimulée par la redécouverte d'Aristote au Moyen Âge.

### Publication et organisation
Cette œuvre est principalement descriptive. L’Histoire des animaux est le plus ancien et consiste en une vaste compilation de faits concernant la vie des différentes espèces animales, qu'Aristote a recueillis sans toujours les examiner de façon critique. Les ouvrages suivants, Parties des animaux et Génération des animaux, sont nettement scientifiques et corrigent de nombreuses opinions communes. Parties des animaux vise à établir une classification des animaux par genre et par espèce.

## Conception de la vie

### Propriétés essentielles et accidentelles
Aristote déploie, dans ses ouvrages de biologie, une partie de sa philosophie de la vie. Il se heurte à une difficulté essentielle, qui est celle de la reconnaissance que la nature est le lieu de l’accidentel. Dans le domaine biologique, on ne peut discourir sur ce qui se produit nécessairement, comme c’est le cas pour la théologie ou les mathématiques, mais sur ce qui se produit le plus souvent. Ainsi, par exemple, de l'existence des monstres, qui ne sont pas une règle de la nature mais qui existent néanmoins.

### Finalisme de la nature
Le Stagirite ne soutient toutefois pas que la nature soit livrée au chaos. Un ordre se dégage bel et bien, et peut être résumé par la maxime selon laquelle la nature ne fait rien en vain. Tout a sa raison d’être, donc est explicable par la raison.

Aristote oppose ainsi à « l'explication par la nécessité aveugle, c'est-à-dire par la cause motrice et par la matière » (mécanisme), « l'explication par le meilleur, c'est-à-dire par la cause finale » (finalisme), laquelle « a son principe sur un plan supérieur », celui des êtres divins et éternels, les astres qui sont dans le ciel. En théorie, il ne devrait en fait pas y avoir de cycle de naissance et de mort des animaux, puisque l'univers est tout entier parfait et éternel. Pourquoi donc y a-t-il génération? C'est le « principe du meilleur » qui seul permet de répondre :

« Puisqu'en effet parmi les êtres les uns sont éternels et divins tandis que les autres peuvent aussi bien exister ou non et participent au pire comme du meilleur; comme l'âme est meilleure que le corps matériel, l'animé 
meilleur que l'inanimé parce qu'il a une âme, comme être est meilleur que ne pas être et vivre que ne pas vivre, pour toutes ces raisons il y a génération des animaux. Puisqu'il est impossible que la nature de ce genre d'être soit éternelle, c'est seulement dans une certaine mesure que ce qui naît est éternel. Individuellement, il ne le peut pas. Mais il peut l'être du point de vue de l'espèce. Voilà pourquoi il existe perpétuellement un genre des hommes, des animaux, des végétaux. »

— Aristote, Génération des animaux II, 1, 731 b.

### Principe de génération
Aristote développe une théorie du principe de génération. Aristote admet que l'on dise que le grain est antérieur à l'épi, ou que l'enfant précède l'homme, mais, selon lui, c'est en réalité l'inverse. En effet, dès lors qu'on postule que seul un être achevé peut être une cause génératrice d'un être qui sera à terme achevé à son tour, alors c'est bien l'adulte qui précède l'enfant.
Cette thèse se retrouve dans la métaphysique d'Aristote. En mobilisant l'opposition entre puissance et acte, il soutient que « l'acte (la perfection, l'achèvement) est antérieur à la puissance (la simple possibilité) » (Métaphysique Théta 8, 1049 b). Ainsi, « le domaine du devenir s'oppose à celui de l'essence, car ce qui est postérieur dans l'ordre de la génération est antérieur par nature, et ce qui est premier par nature est dernier dans l'ordre de la génération. » (Aristote, Parties des animaux livre II ch. 1, 646 a 24).
On retrouve le principe général selon lequel Dans La génération des animaux, il étudie en détail les organes sexuels et les modes de reproduction.
Or on peut dire que l'œuf n'est rien d'autre qu'une poule en puissance, et qu'à ce titre il n'existe que pour elle : c'est la poule qui est la raison d'être de l'œuf, et non l'inverse. En effet, s'il n'y avait pas d'animal à porter à maturité, l'existence de l'œuf n'aurait aucun sens. D'un point de vue logique donc c'est la poule qui doit précéder l'œuf. Pour comprendre la génération, il faut ainsi inverser l'ordre chronologique des faits :

« Ce n'est pas en effet la maison qui est faite pour les briques et les pierres, mais celles-ci pour la maison : il en va de même pour tout le reste de la matière. Et ce n'est pas seulement l'induction qui nous montre qu'il en est bien ainsi, mais aussi le raisonnement. En effet, tout ce qui s'engendre naît de quelque chose et en vue de quelque chose; la génération se poursuit d'un principe à un principe, du premier qui donne le branle et a déjà une nature propre, jusqu'à une forme ou à quel-qu’autre fin semblable. Car l'homme engendre l'homme et la plante la plante, selon la matière qui sert de substrat à chacun. Ainsi donc chronologiquement la matière et la génération sont nécessairement antérieures, mais logiquement, c'est l'essence et l'idée de chaque être. »

— Aristote Parties des animaux livre II ch.1 (646 a 27)

### Fixisme contre théorie de l'évolution
Aristote nie toute théorie de l'évolution. Si elle avait déjà été formulée par Démocrite, elle ne s'accorde en rien avec la philosophie d'Aristote. En effet, Aristote soutient une théorie fixiste, selon laquelle les espèces ou les genres ont une existence éternelle.

## Classifications

### Les végétaux
Il n’évoque les végétaux que pour les situer dans un plan plus général d’organisation des organismes vivants, Aristote ne s’intéresse qu’assez peu à l’étude des plantes pour elles-mêmes. Aristote dit que les plantes se nourrissent essentiellement d'humus, c'est-à-dire de matières organiques, qu'elles puisent dans le sol.

### Les oiseaux
Aristote traite des oiseaux dans le livre IX de l'Histoire des animaux. Mais les espèces qu’il cite le sont dans le désordre et ne révèlent aucune tentative de classification. Les faits bien réels et bien observés sont mélangés à de nombreuses erreurs ou à des légendes. Aristote affirme ainsi que si le tonnerre gronde durant l’incubation, les œufs ne donneront aucune naissance ou que si le rossignol se cache durant tout l’hiver ce ne sera que pour réapparaître au printemps.

## Postérité

### Influences postérieures
La biologie d'Aristote, si elle n'est plus pratiquée ni suivie aujourd'hui, a eu une influence très importante dans l'histoire des sciences. Certains de ses pans, comme la catégorisation des animaux, ont eu une durée de vie bien plus importante que la physique d'Aristote, mise à bas avec par les découvertes de Galilée au XVIe siècle. Ainsi, Georges-Louis de Buffon écrit, au XVIIIe siècle : 

« Le résultat atteint est étonnant: partant des données communes, et ne leur faisant subir en apparence que des modifications assez légères, le naturaliste arrive à une vision du monde animal d'une objectivité et d'une pénétration toute scientifique, dépassant nettement les essais du même ordre qui furent tentés jusqu'è la fin du XVIIIe siècle. Par surcroît, et comme sans effort, de grandes hypothèses sont suggérées : la supposition d'une influence du milieu et des conditions d'existence sur les caractères de l'individu (taille, fécondité, durée de la vie); l'idée d'une continuité entre les êtres vivants, de l'homme à la plante la plus humble, continuité qui n'est point homogénéité et va de pair avec les diversités profondes; la pensée enfin que cette continuité implique un développement progressif, intemporel puisque le monde est éternel. »

Le naturaliste Georges Cuvier, au XIXe siècle, écrit dans son Histoire des sciences naturelles : « Il semble qu'elle [la biologie] soit sortie toute faite du cerveau d'Aristote, comme Minerve, tout armée, du cerveau de Jupiter ». Il ajoute qu'Aristote a proposé « une classification zoologique qui n'a laissé que bien peu de choses à faire aux siècles qui sont venus après lui ». Charles Darwin sera lui-même élogieux, écrivant : « Linné et Cuvier ont été mes deux dieux dans de bien différentes directions, mais ils ne sont que des écoliers par rapport au vieil Aristote ». À propos d'une traduction des Parties des animaux, il écrit dans une lettre de février 1882 : « J'ai rarement lu quoi que ce soit qui m'ait plus intéressé ».

### Regain d'intérêt
La lecture d'Aristote a évolué durant le dernier quart du XXe siècle sous l'effet de ce qui fut appelé le biological turn. La zoologie d'Aristote a acquis, selon Pierre Pellegrin, « une dignité philosophique, les arrachant du même coup à l'attention quasi exclusive des historiens de la biologie ».